# Santa Fé de Minas
Santa Fé de Minas – miasto i gmina w Brazylii, w stanie Minas Gerais.